# Skoki narciarskie na Mistrzostwach Świata w Narciarstwie Klasycznym 1930
Zawody w skokach narciarskich na V Mistrzostwach Świata w Narciarstwie Klasycznym odbyły się w piątek, 28 lutego 1930 w Oslo, stolicy Norwegii na skoczni K-50.
Zmagania na Holmenkollbakken cieszyły się dużą popularnością wśród kibiców – zawody oglądało na żywo od 30 do 40 tysięcy widzów. Rozpoczęły się one o godzinie 14.00. W zmaganiach wzięło udział 148 skoczków z ośmiu państw (Norwegia, Szwecja, Szwajcaria, Polska, Rzesza Niemiecka, Jugosławia, Finlandia, Czechosłowacja) z czego 110-120 pochodziło z Norwegii.
Zgodnie z oczekiwaniami konkurs został zdominowany przez reprezentantów Norwegii. Zajęli całe podium, a najlepszym z nich okazał się Gunnar Andersen, który oddał skoki na odległość 48 i 48,5 metrów.

## Wyniki
| Miejsce | Imię i nazwisko          | Kraj             | Skok 1   | Skok 2   | Nota   |
| ------- | ------------------------ | ---------------- | -------- | -------- | ------ |
| 1       | Gunnar Andersen          | Norwegia         | 48,5 m   | 48,0 m   | 224,40 |
| 2       | Reidar Andersen          | Norwegia         | 47,5 m   | 50,0 m   | 223,80 |
| 3       | Sigmund Ruud             | Norwegia         | 45,5 m   | 49,0 m   | 218,50 |
| 4       | Erling Nøkleby           | Norwegia         | 46,0 m   | 48,5 m   | 217,90 |
| 5       | Olav Ulland              | Norwegia         | 47,5 m   | 48,5 m   | 217,80 |
| 5       | Erik Rylander            | Szwecja          | 48,0 m   | 48,0 m   | 217,80 |
| 7       | Alf Andersen             | Norwegia         | 48,0 m   | 47,5 m   | 217,70 |
| 8       | Reidar Carlsen           | Norwegia         | 47,0 m   | 49,0 m   | 217,50 |
| 9       | Jon Snersrud             | Norwegia         | 47,5 m   | 48,0 m   | 216,70 |
| 10      | Jacob Tullin Thams       | Norwegia         | 47,0 m   | 47,5 m   | 216,50 |
| 11      | Peder Wahl               | Norwegia         | 47,0 m   | 47,0 m   | 215,40 |
| 12      | Sverre Kolterud          | Norwegia         | 47,0 m   | 47,0 m   | 214,90 |
| 12      | Albert Nordstad          | Norwegia         | 47,0 m   | 47,0 m   | 214,90 |
| 14      | Sverre Lislegaard        | Norwegia         | 47,0 m   | 44,0 m   | 214,60 |
| 15      | Thorbjørn Lieng          | Norwegia         | 45,0 m   | 48,0 m   | 214,00 |
| 16      | Leif Baekkevold          | Norwegia         | 45,0 m   | 46,5 m   | 213,20 |
| 17      | Bjarne Rosén             | Norwegia         | 45,0 m   | 46,0 m   | 212,40 |
| 18      | Eistein Raabe            | Norwegia         | 47,0 m   | 47,5 m   | 212,00 |
| 18      | Hjert Holger Schön       | Szwecja          | 47,0 m   | 47,5 m   | 212,00 |
| 20      | Gunnar Hansen            | Norwegia         | 46,0 m   | 47,0 m   | 211,80 |
| 20      | Birger Ruud              | Norwegia         | 46,5 m   | 47,0 m   | 211,80 |
| 22      | Fritz Kaufmann           | Szwajcaria       | 47,0 m   | 48,0 m   | 211,60 |
| 23      | Elling Rognerud          | Norwegia         | 47,0 m   | 47,0 m   | 210,90 |
| 24      | Leif Johannsen           | Norwegia         | 48,0 m   | 47,5 m   | 210,70 |
| 25      | Olav T. Kaasa            | Norwegia         | 44,5 m   | 45,0 m   | 210,10 |
| 26      | Hans Kleppen             | Norwegia         | 46,0 m   | 47,0 m   | 210,00 |
| 27      | Arne Hovde               | Norwegia         | 44,0 m   | 45,5 m   | 209,60 |
| 28      | Lorang Andersen          | Norwegia         | 47,0 m   | 47,5 m   | 209,50 |
| 29      | Sverre Henriksrud        | Norwegia         | 44,0 m   | 46,0 m   | 209,50 |
| 30      | Ole B. Andersen          | Norwegia         | 45,0 m   | 45,0 m   | 209,20 |
| 31      | Karl T. Elvrum           | Norwegia         | 46,5 m   | 46,0 m   | 208,90 |
| 31      | Rolf Kaarby              | Norwegia         | 44,5 m   | 48,0 m   | 208,90 |
| 31      | Roar Hellum              | Norwegia         | 46,0 m   | 46,0 m   | 208,90 |
| 34      | Adalbert Kjelberg        | Norwegia         | 45,5 m   | 47,0 m   | 208,40 |
| 34      | Charles Winquist         | Norwegia         | 43,5 m   | 47,5 m   | 208,40 |
| 34      | Bronisław Czech          | Polska           | 44,5 m   | 44,0 m   | 208,40 |
| 37      | Kaare Busterud           | Norwegia         | 45,0 m   | 48,0 m   | 208,30 |
| 37      | Christian Holmen         | Norwegia         | 44,5 m   | 46,0 m   | 208,30 |
| 39      | Trygve Pedersen          | Norwegia         | 46,0 m   | 46,0 m   | 208,10 |
| 40      | Einar Burdal             | Norwegia         | 44,5 m   | 47,5 m   | 207,80 |
| 40      | Ole Oulie                | Norwegia         | 45,5 m   | 45,0 m   | 207,80 |
| 42      | Kristian Simonsen        | Norwegia         | 48,5 m   | 47,0 m   | 207,70 |
| 43      | Elling Henriksrud        | Norwegia         | 45,5 m   | 44,5 m   | 207,20 |
| 44      | Sverre Ruud              | Norwegia         | 43,0 m   | 45,0 m   | 207,10 |
| 45      | Reidar Enersen           | Norwegia         | 43,5 m   | 44,5 m   | 206,60 |
| 46      | Alf Jonassen             | Norwegia         | 42,0 m   | 45,0 m   | 206,50 |
| 46      | Sverre Snilsberg         | Norwegia         | 44,0 m   | 45,05 m  | 206,60 |
| 48      | Kåre Paul Molvik         | Norwegia         | 43,5 m   | 46,0 m   | 206,40 |
| 49      | Carl Haave               | Norwegia         | 43,5 m   | 46,0 m   | 205,90 |
| 49      | Erik Jonassen            | Norwegia         | 47,0 m   | 45,5 m   | 205,90 |
| 51      | Gustav Gundersen         | Norwegia         | 44,5 m   | 45,5 m   | 205,70 |
| 52      | Leif Refstad             | Norwegia         | 44,0 m   | 43,5 m   | 205,50 |
| 53      | Arthur Amundsen          | Norwegia         | 43,0 m   | 45,0 m   | 205,10 |
| ?       | Alois Kratzer            | Rzesza Niemiecka | 43,5 m   | 44,5 m   | 201,80 |
| 64      | Ernst Feuz               | Szwajcaria       | 43,0 m   | 44,5 m   | 201,00 |
| 70      | Adolf Rubi               | Szwajcaria       | 40,5 m   | 45,0 m   | 199,40 |
| ?       | Walter Glaß              | Rzesza Niemiecka | 42,0 m * | 48,0 m   | 136,90 |
| ?       | Gustav Müller            | Rzesza Niemiecka | ? *      | 43,5 m   | 123,60 |
| ?       | Ludwig Böck              | Rzesza Niemiecka | 40,5 m   | 42,0 m * | 137,30 |
| ?       | Hans Beck                | Norwegia         | 47,0 m * | 47,5 m   | ?      |
| ?       | Axel Östrand             | Szwecja          | 40,5 m   | 43,5 m   | 197,90 |
| ?       | Tord Schröder            | Szwecja          | 42,0 m   | 43,0 m   | 196,30 |
| >50     | Otakar Německý           | Czechosłowacja   | 41,0 m   | 40,5 m   | 190,60 |
| >50     | Rudolf Vrána             | Czechosłowacja   | 38,0 m   | 44,0 m   | 196,50 |
| >50     | František Šimůnek        | Czechosłowacja   | 39,5 m   | 40,5 m   | 188,90 |
| >50     | Antonín Bartoň           | Czechosłowacja   | 39,0 m   | 44,0 m   | 193,40 |
| >50     | Erich Recknagel          | Rzesza Niemiecka | 43,5 m   | 47,0 m * | 138,60 |
| >50     | Bengt Simonsen           | Norwegia         | *        | 45,0 m   | ?      |
| DNF     | Paavo Nuotio             | Finlandia        | ? *      | ? *      | ?      |
| DNF     | Wilhelm Bogner           | Rzesza Niemiecka | ? *      | ? *      | ?      |
| DNF     | Heinz Ermel              | Rzesza Niemiecka | ? *      | ? *      | ?      |
| DNF     | Antoni Gąsienica Szostak | Polska           | 22,0 m * | 36,5 m   | ?      |
| DNF     | Karol Gąsienica Szostak  | Polska           | ? *      | 42,5 m   | 139,40 |
| DNF     | Bruno Trojani            | Szwajcaria       | ? *      | ? *      | ?      |
| DNF     | Sven Eriksson            | Szwecja          | ? *      | 47,5 m   | 149,80 |
| DNF     | Tore Edman               | Szwecja          | 42,0 m   | ? *      | 137,30 |
| DNF     | Bertil Carlsson          | Szwecja          | ? *      | 44,5 m   | 144,00 |
| DNF     | Johann Trýzna            | Czechosłowacja   | ? *      | DNS      | DNF    |
| DNF     | Joško Janša              | Jugosławia       | DNS      | DNS      | DNS    |
| DNF     | Janko Janša              | Jugosławia       | DNS      | DNS      | DNS    |